# Hajsyn
Hajsyn (ukrajinsky Гайсин, rusky Гайсин, Gajsin) je město ve Vinnycké oblasti na Ukrajině. Leží zhruba 82 kilometrů jihovýchodně od hlavního oblastního města Vinnycje a žije zde přibližně 26 tisíc obyvatel. Městská práva má od roku 1744. V roce 1744 také obdržel magdeburské právo.